# Франц Вітінг
Франц Вітінг (нім. Franz Wieting; 27 жовтня 1876, Бремергафен — 20 лютого 1966, Ліппштадт) — німецький офіцер, віцеадмірал крігсмаріне.

## Біографія
2 квітня 1895 року вступив в кайзерліхмаріне. Учасник Першої світової війни. Після демобілізації армії залишений в рейхсмаріне. 31 березня 1927 року вийшов у відставку. 24 травня 1939 року переданий в розпорядження крігсмаріне. З 12 травня 1941 року — головний директор військових верфей в Ла-Рошелі. 1 грудня 1941 року переданий в розпорядження командувача-адмірала військово-морської станції «Остзе». 28 лютого 1942 року звільнений у відставку.

## Звання
- Кадет (13 квітня 1896)
- Унтерлейтенант-цур-зее (2 жовтня 1898)
- Лейтенант-цур-зее (1 січня 1899)
- Оберлейтенант-цур-зее (23 березня 1901)
- Капітан-лейтенант (30 березня 1906)
- Корветтен-капітан (18 листопада 1912)
- Фрегаттен-капітан (29 листопада 1919)
- Капітан-цур-зее (8 березня 1920)
- Контрадмірал (1 травня 1925)
- Віцеадмірал запасу (31 березня 1927)
- Віцеадмірал до розпорядження (1 лютого 1942)

## Нагороди
- Столітня медаль (22 березня 1897)
- Орден Грифа, лицарський хрест (24 жовтня 1904)
- Орден Червоного орла 4-го класу (28 липня 1906)
- Залізний хрест 2-го і 1-го класу
- Орден Церінгенського лева, лицарський хрест 1-го класу з мечами
- Хрест «За військові заслуги» (Мекленбург-Шверін) 2-го класу
- Ганзейський Хрест
  - Бремен
  - Любек (10 липня 1916)
- Хрест «За військові заслуги» (Австро-Угорщина) 3-го класу з військовою відзнакою
- Почесний знак Австрійського Червоного Хреста, офіцерський хрест з військовою відзнакою
- Королівський орден дому Гогенцоллернів, лицарський хрест з мечами (4 грудня 1917)
- Галліполійська зірка (Османська імперія; 1918)
- Хрест «За вислугу років» (Пруссія) (25 років)
- Почесний знак Угорського Червоного Хреста, хрест Заслуг (1926)
- Почесний хрест ветерана війни з мечами